# 브레이브 원
《브레이브 원》(The Brave One)은 오스트레일리아에서 제작된 닐 조던 감독의 2007년 범죄, 드라마, 스릴러 영화이다. 조디 포스터 등이 주연으로 출연하였고 수잔 다우니 등이 제작에 참여하였다.

## 출연

### 주연
- 조디 포스터
- 나빈 앤드류스

### 조연
- 테렌스 하워드
- 메리 스틴버겐
- 닉키 캣
- 제인 아담스
- 조 크라비츠
- 데이너 에스켈슨
- 래리 페슨덴
- 레니 베니토
- 마라치 위어
- 브라이언 델리트
- 제이미 티렐리
- 마이클 J. 버그
- 데니스 퍼니
- 제임스 비버리
- 번 코엔
- 슈스터 밴스
- 라파엘 사디나
- 데니스 존슨

## 기타
- 미술: 크리스티 지아
- 의상: 캐서린 마리 토머스
- 배역: 로라 로센달